# Luna de miel
Luna de miel is een Brits-Spaanse muziekfilm uit 1959 onder regie van Michael Powell.

## Verhaal
De Australische boer Kit Kelly en zijn bruid Anna zijn op weg door Europa. Ze stoppen om een bestuurder met een lekke band te helpen. Dat blijkt de beroemde danser Antonio te zijn. Wanneer hij erachter komt dat Anna voor haar huwelijk werkzaam was als ballerina, tracht hij haar te overreden om zich aan te sluiten bij zijn gezelschap.

## Rolverdeling
| Acteur             | Personage       |
| ------------------ | --------------- |
| Anthony Steel      | Kit Kelly       |
| Ludmilla Tchérina  | Anna            |
| Antonio            | Antonio         |
| Léonide Massine    | Der Geist       |
| Rosita Segovia     | Rosita Candelas |
| Carmen Rojas       | Lucia           |
| María Gámez        | Pepe Nieto      |
| Diego Hurtado      | Pepe Nieto      |
| Juan Carmona       | Pepe Nieto      |
| María Carla Alcalá | Soliste         |